# Tura (India)
Tura è una suddivisione dell'India, classificata come municipality, di 58.391 abitanti, capoluogo del distretto dei Monti Garo Occidentali, nello stato federato del Meghalaya. In base al numero di abitanti la città rientra nella classe II (da 50.000 a 99.999 persone).

## Geografia fisica
La città è situata a 25° 31' 0 N e 90° 13' 0 E e ha un'altitudine di 348 m s.l.m..

## Società

### Evoluzione demografica
Al censimento del 2001 la popolazione di Tura assommava a 58.391 persone, delle quali 29.848 maschi e 28.543 femmine. I bambini di età inferiore o uguale ai sei anni assommavano a 8.057, dei quali 4.176 maschi e 3.881 femmine. Infine, coloro che erano in grado di saper almeno leggere e scrivere erano 42.871, dei quali 22.883 maschi e 19.988 femmine.